# Khu bảo tồn thú săn Pilanesberg

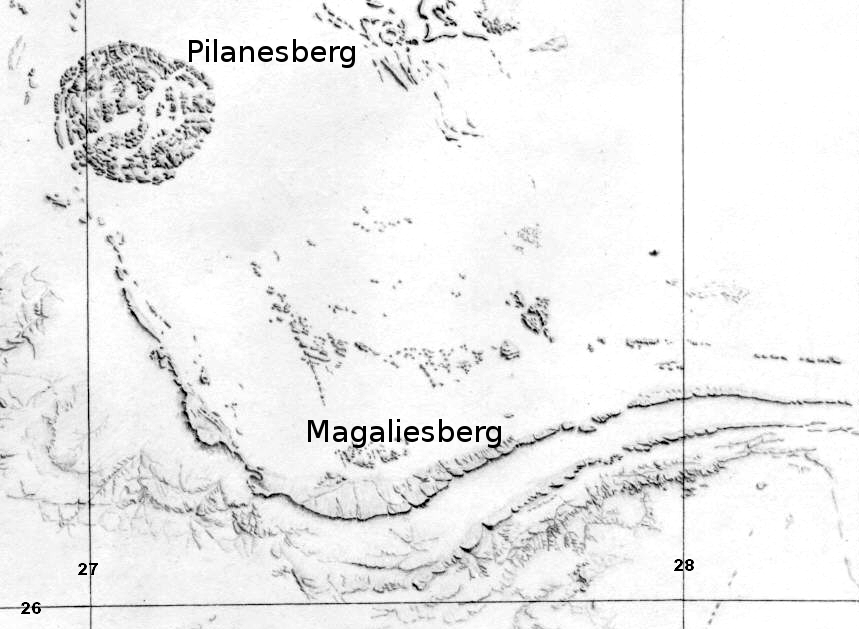
Pilanesberg và Magaliesberg

Khu bảo tồn thú săn Pilanesberg tọa lạc tại phía bắc Rustenburg trong tỉnh Tây Bắc, Nam Phi. Khu bảo tồn này giáp với khu giải trí phức hợp Sun City. Khu bảo tồn này hiện đang do Công viên Tây Bắc và Ban Du lịch quản lý.
Khu vực được bao quanh bởi ba rặng núi đồng tâm hoặc các vòng đồi, trong đó kết cấu cao dần lên từ vùng đồng bằng xung quanh. Pilanesberg được đặt theo tên của một nhà lãnh đạo Tswana, Pilane. Khu phức hợp vòng tròn 'Pilanesberg Alkaline' là đặc điểm địa chất cơ bản của công viên. Tính năng địa lý theo một hình tròn rộng lớn này là cổ xưa ngay cả theo các tiêu chuẩn địa chất học vì nó là miệng của một ngọn núi lửa đã ngừng phun trào và là kết quả của vụ phun trào cách đây khoảng 1.200 triệu năm trước. Đây là một trong những phức hợp núi lửa lớn nhất của loại hình này trên thế giới, các loại đá hiếm và các dạng đá hình thành nên một đặc điểm địa chất duy nhất. Một số khoáng chất quý hiếm có mặt trong khu bảo tồn này.
Rải rác khắp khu bảo tồn là các địa điểm khác nhau bắt nguồn từ thời đại đồ sắt và đồ đá, cho thấy sự có mặt của con người trong các thời đại trên ở vùng này.